# Колом Аргета, Мануэль
Мануэль Колом Аргета (8 апреля 1932 — 22 марта 1979) — гватемальский политик, мэр города Гватемала и важный прогрессивный лидер оппозиции недемократическому режиму.

## Ранние годы и образование
Колом родился в городе Гватемала, учился в школе Эль-Росарио, лицее Liceo Infantil и Национальной школе Республики Коста-Рика Escuela Nacional República de Costa Rica (1940—1946), завершив среднее образование в Центральном национальном институте Варонеса (INCV), где он стал президентом ассоциации учащихся. Он окончил школу одним из лучших учеников и поступил на юридический факультет Университета Сан-Карлоса в Гватемале в 1950 году, снова став там студенческим лидером.
Во время учебы Колом стал участвовать в национальных кампаниях за демократию и против диктатур и в 1955 году был одним из 33 граждан, публично выступивших против плебисцита, направленного на утверждение Карлоса Кастильо Армаса у власти. Он был одной из мишеней во время вооруженного разгона студенческого протеста 25 июня 1956 года, в результате которого несколько студентов погибли, но выжил. В 1957 году он получил высшее образование по специальности юрист и нотариус. Ему была предоставлена стипендия для продолжения учебы во Флоренции (Италия).

## Политическая деятельность
Мануэль Колом участвовал в основании Революционной партии (Partido Revolucionario), однако позже покинул партию, заявив, что она отказалась от своих демократических идеалов.
Вернувшись в Гватемалу из Италии в 1960 году, Колом стал участвовать в Революционном движении «13 ноября», поддерживаемом армейскими офицерами, выступавшими против правительства Мигеля Идигораса, но вскоре покинул его из-за разногласий по поводу тактики. В 1961 году он был одним из основателей Революционно-демократического единства (Unidad Revolucionaria Democrática, URD), объединявшего оппозицию Идигорасу и Энрике Перальте. В марте — апреле 1962 года студенты и рабочие восстали против правительства, и на студенческих и политических лидеров посыпались репрессии. В том же году Колом женился во Флоренции на итальянке Анне Боргини. Затем они вместе вернулись жить в Гватемалу, и у них родилось трое детей (Лорена, Моника и Родольфо). 25 января 1963 года Колом в числе других видных оппозиционных активистов был задержан и затем отправлен в ссылку в Сальвадор, где он работал в Национальном университете.
В 1964 году Колом был назначен генеральным секретарем Революционно-демократического единства. В 1970 году оно, в качестве «Гражданский комитет», предложило его кандидатом на пост мэра города Гватемала, и Колом уверенно выиграл выборы. Президентом стал генерал Карлос Арана Осорио, а доктор Адольфо Михангос Лопес был избран депутатом от Центрального округа. Колом развернул широкую муниципальную программу и стал президентом национальной ассоциации муниципалитетов Гватемалы ANAM. В 1973 году он боролся за допуск избирательной комиссией Революционно-демократического фронта FURD ко всеобщим выборам 1974 года. Этот шаг был заблокирован несколькими тактиками проволочек — власти опасались, что у Колома были хорошие шансы на победу на президентских выборах. Его выдвигали в качестве кандидата члены других партий, но и эти попытки были заблокированы традиционалистами. Оппозиционные партии в конечном итоге поддержали в качестве кандидата Эфраина Риоса Монтта и утверждали, что выиграли выборы, однако победа была украдена посредством массовых фальсификаций и присуждена Кхелю Лаухеруду Гарсиа. В 1975 году Колом вернулся на учёбу во Флоренцию, получив еще одну стипендию, на сей раз по городскому планированию.
В 1976 году Колом возвратился на родину и снова попытался сформировать и зарегистрировать политическую партию — «Единый фронт революции» (Frente Unido de la Revolución, FUR). В том же году на него было совершено покушение, в результате которого Колом получил ранения и стал полагаться на телохранителей после дальнейших покушений и угроз. Он продолжил свою академическую работу в Университете Сан-Карлоса, совмещая её с политической активностью. 15 марта 1979 года спустя несколько лет борьбы за официальную регистрацию FUR была наконец зарегистрирована как политическая партия.

## Убийство
22 марта 1979 года, через неделю после регистрации своей партии, Колом был убит, получив 45 пулевых ранений. Он пал жервтой тщательно спланированной военной операции под руководством генерал-майора Кансиноса, в которой участвовали даже армейские вертолёты (организатор убийства Кансинос сам был убит 3 месяца спустя). Гибель Колома была одной из нескольких политических убийств, совершённых во время репрессивного режима генерала Фернандо Ромео Лукаса (президента в 1978—1982 годах), в том числе основателя Социал-демократической партии Альберто Фуэнтеса Мора.

## Память
22 марта 2009 года правительство Гватемалы наградило Мануэля Колома Аргету после смерти Орденом Кецаля степени Большого креста в рамках 30-летия его убийства. Орден Кецаля вручил детям Мануэля Колома Аргеты президент Альваро Колом Кабальерос, племянник покойного.